# ハンドレページ ヘイスティングス

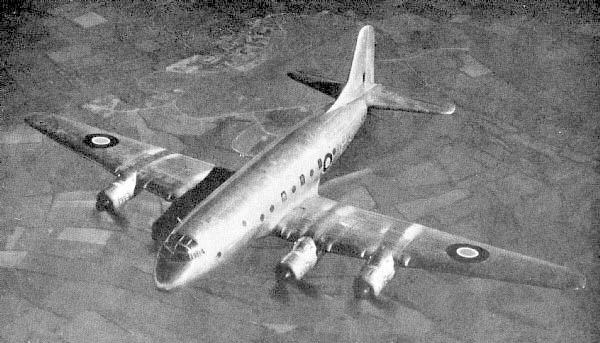
ハンドレページ ヘイスティングス（試作型）

ハンドレページ ヘイスティングス（Handley Page Hastings）はイギリスのハンドレページ社が開発した、レシプロ4発輸送機である。1946年に初飛行し、第二次世界大戦後のイギリス空軍の主力戦略輸送機として活躍した。

## 概要
第二次世界大戦中の1943年にハンドレページ社は、アブロ ヨーク輸送機に代わる軍/民間輸送機の開発に着手した。1945年12月に民間旅客機型であるハーミーズが初飛行し、1946年5月には軍用輸送機型であるヘイスティングスが初飛行した。
ヘイスティングスは、全金属製の低翼機でエンジンはブリストル・ハーキュリーズ空冷星型エンジンを4発搭載した。比較的太めの胴体を持ち、兵員の乗降や貨物用の大型ドアが胴体後部の側面に設置されていた。降着装置は尾輪式で、主脚、尾輪とも完全引き込み式であった。1948年に制式採用となり、同年には最初の機体が部隊配備された。
配備後はアブロ ヨークに代わる戦略輸送機として使用され、1940年代末から1950年代にかけてのイギリス空軍の主力輸送機であった。ベルリン封鎖では物資輸送に活躍したほか、イギリス空軍が駐留した地域には必ず本機の姿があるといってもよいほどであった。主な生産型は、最初の生産型で最も生産数の多かったC1と、燃料搭載量や物資搭載量を増加させたC2である。この他気象観測用のMet1や爆撃機乗員の訓練用のT5などの型も少数作られた。1959年頃から後継機と徐々に交替を始め、1967年にはC-130と完全に交替してイギリス空軍からは退役した。イギリス空軍以外ではニュージーランド空軍で4機使用された。

## スペック
- 全長: 24.8 m
- 全幅: 34.5 m
- 全高: 6.9 m
- 全装備重量: 34,010 kg
- 乗員: 5名　兵員50名

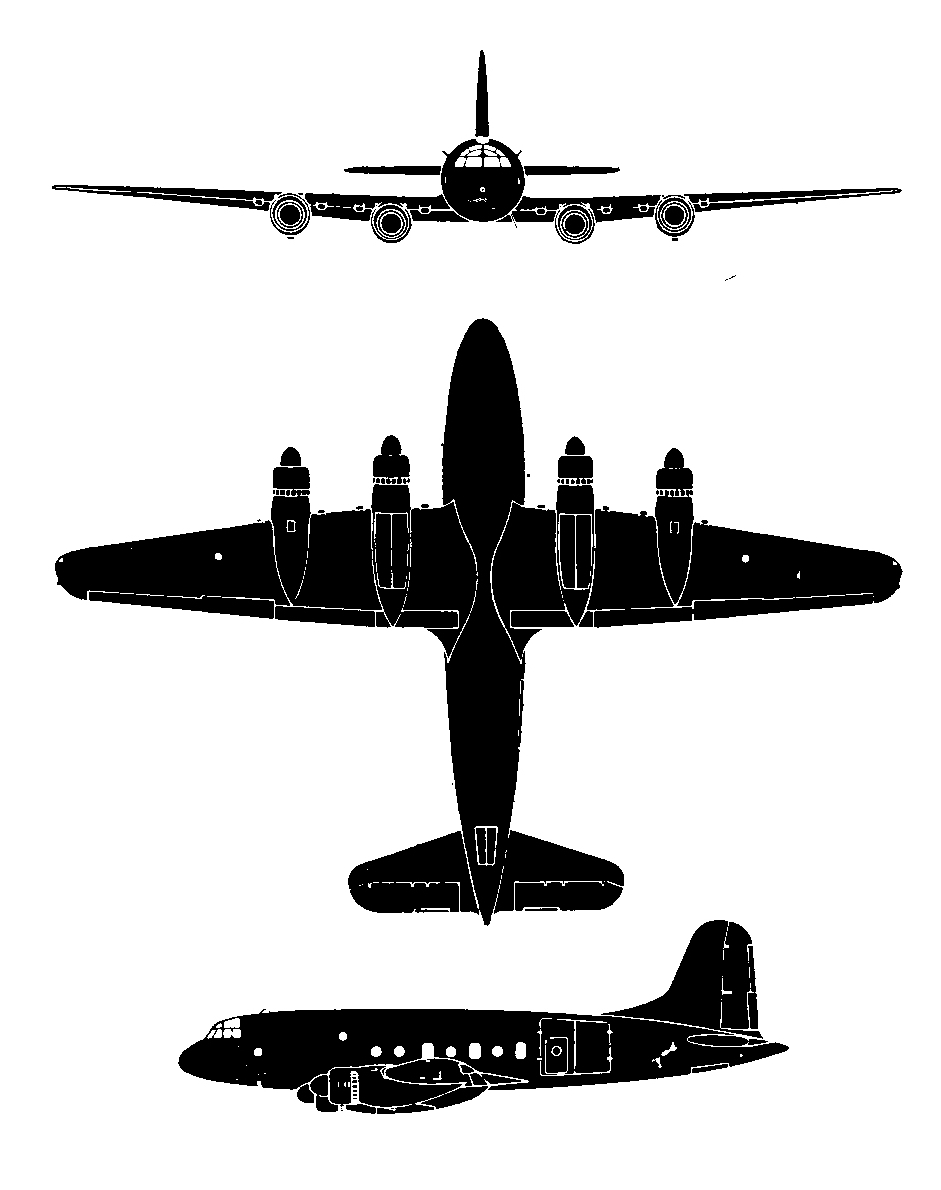
ハンドレページ ヘイスティングス

- 発動機: ブリストル　ハーキュリーズ101　空冷 1,675 hp ×4
- 最高速度: 552 km/h
- 航続距離: 4,590 km
- 実用上昇限度: 8,140 m